# Областная дума Законодательного собрания Свердловской области
Областная дума Законодательного собрания Свердловской области — «нижняя» палата Законодательного собрания Свердловской области в 1996—2011 гг.

## Общие сведения
Существование Областной думы как одной из палат Законодательного собрания Свердловской области предусмотрено Уставом Свердловской области, принятом в конце 1994 года. Её полномочия прописаны в статье 41 Устава, основным из них является принятие областных законов и передача их на одобрение в Палату представителей.
Областная дума существовала с апреля 1996 г., её предшественницей была Свердловская областная дума, избранная в апреле 1994 г., однако формально правопреемником Свердловской областной думы является всё Законодательное собрание Свердловской области. Численный состав думы — 28 депутатов.
Прекратила существование в декабре 2011 года.

## Порядок избрания

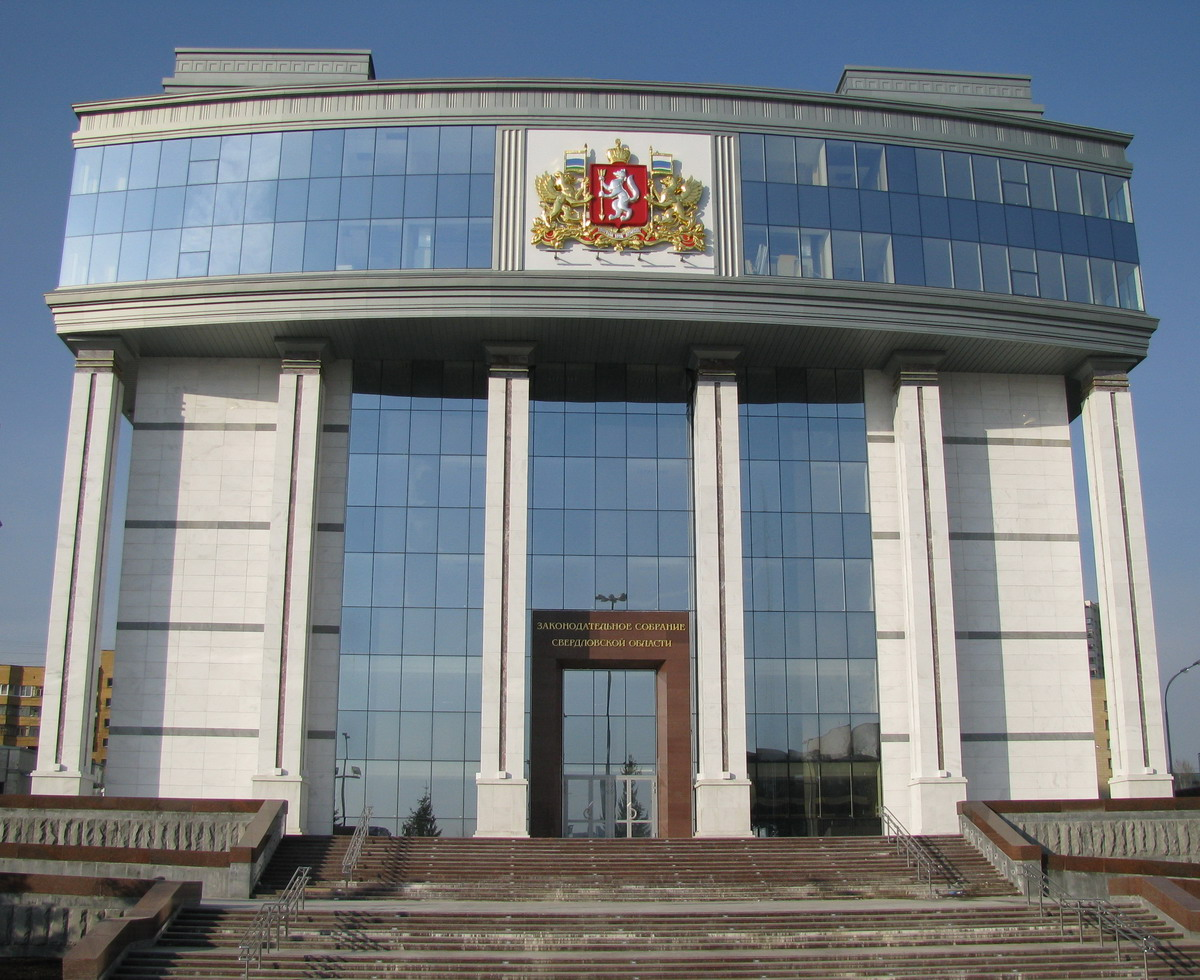
Областная дума Законодательного собрания Свердловской области

Каждые два года проходили выборы половины состава (14 депутатов) Областной думы (т. н. «ротационный принцип»). Срок работы депутатов в Областной думе — 4 года.
Все депутаты Областной думы избираются по партийным спискам («пропорциональная система»). Депутатские мандаты распределяются между партийными списками, набравшими более 7 % (до 2006 г. — 5 %) голосов избирателей.
Выборы Областной думы проходят весной каждого чётного года. После введения Центризбиркомом «единого дня голосования» осенью 2005 года очередные выборы весной 2006 года не были назначены в срок и поэтому были проведены только в следующий единый день голосования — 8 октября 2006 года. В 2000, 2004 и 2008 гг. выборы Областной думы и Палаты представителей совмещались с выборами Президента Российской Федерации. В последний раз выборы думы проходили 14 марта 2010 года
Понятие «созыв» по отношению к Областной думе официально не применяется. Неофициально оно применяется либо по отношению к двухлетнему периоду работы думы в постоянном составе, либо по отношению к четырёхлетнему сроку работы в думе конкретного депутата (например «депутат Областной Думы созыва 1998—2002 годов»).

## Председатели Областной думы
- Сурганов Вячеслав Сергеевич (20 апреля 1996 — апрель 2000)
- Порунов Евгений Николаевич (26 апреля 2000 — апрель 2002)
- Воронин Николай Андреевич (24 апреля 2002 — 23 апреля 2003)
- Заборов Александр Владимирович (и. о. председателя, 23 апреля — 3 июля 2003)
- Воронин Николай Андреевич (3 июля 2003 — 23 марта 2010)
- Чечунова Елена Валерьевна (23 марта 2010 — декабрь 2011)

## Партийный состав
Большинство в Областной думе контролирует партия Единая Россия, в её фракции состоит 16 из 28 депутатов.
Остальные партии представлены следующим образом:
- КПРФ — 5 депутатов
- ЛДПР — 4 депутата
- Справедливая Россия — 3 депутата

Все четыре представленных в думе партий создали собственные фракции.

## Депутаты
Выбывшие депутаты
| 2010-2011                       | 2010-2011     | 2010-2011                                                                         | 2010-2011 | 2010-2011                                                                                       |
| Фамилия Имя Отчество            | Дата рождения | Способ избрания                                                                   | До избрания | Должность в Областной думе                                                                      |
| ------------------------------- | ------------- | --------------------------------------------------------------------------------- | --- | ----------------------------------------------------------------------------------------------- |
| Единая Россия                   |               |                                                                                   | |                                                                                                 |
| Чечунова Елена Валерьевна       | 28.12.1962    | Избрана по общерегиональной части партийного списка                               | Депутат Областной думы Законодательного Собрания Свердловской области                                           | Председатель Областной думы Законодательного Собрания Свердловской области                      |
| Иванов Максим Анатольевич       | 24.11.1967    | Избран по партийному списку (Артемовская территориальная группа)                  | Помощник депутата Государственной думы                                                                          | Председатель комиссии по регламенту                                                             |
| Ковпак Лев Игоревич             | 23.10.1978    | Избран по партийному списку (Асбестовская Территориальная группа)                 | Депутат Екатеринбургской городской думы IV созыва                                                               | Член комитета по бюджету, финансам и налогам                                                    |
| Трескова Елена Анатольевна      | 31.07.1958    |                                                                                   | Глава МО Ирбит                                                                                                  | Заместитель председателя комитета по промышленной, аграрной политике и природопользованию       |
| Камский Владимир Гарифуллович   | 02.01.1944    |                                                                                   | Председатель Свердловской областной организации горно-металлургического профсоюза России                        | Заместитель председателя комитета по социальной политике                                        |
| Сухов Анатолий Петрович         | 24.08.1955    |                                                                                   | Первый заместитель председателя Российского профсоюза железнодорожников и транспортных строителей               | Заместитель председателя областной Думы                                                         |
| КПРФ                            |               |                                                                                   | |                                                                                                 |
| Краснолобов Владимир Павлович   | 19.03.1946    | Избран по общерегиональной части партийного списка                                | Депутат Областной думы Законодательного Собрания Свердловской области                                           | Заместитель председателя областной Думы                                                         |
| Артюх Евгений Петрович          | 04.08.1964    | Избран по партийному списку (Первоуральская территориальная избирательная группа) | Депутат Областной думы Законодательного Собрания Свердловской области                                           |                                                                                                 |
| Коньков Владимир Андреевич      | 15.09.1945    | Избран по общерегиональной части партийного списка                                | Депутат Областной думы Законодательного Собрания Свердловской области                                           | Заместитель председателя комитета по промышленной, аграрной политике и природопользованию       |
| Справедливая Россия             |               |                                                                                   | |                                                                                                 |
| Гаффнер Илья Владимирович       | 19.06.1973    | Избран по общерегиональной части партийного списка                                | Генеральный директор ООО «Евромилк»                                                                             | Заместитель председателя комитета по бюджету, финансам и налогам                                |
| Герасименко Владимир Леонидович | 02.04.1970    | Избран по Кировской территориальной группе                                        | Заведующий экономическим отделом в ОАО «Центральный научно-исследовательский институт металлургии и материалов» | Член комитета по социальной политике                                                            |
| Данилов Игорь Николаевич        | 17.05.1974    | Избран по орджоникидзевской территориальной группе                                | Индивидуальный предприниматель                                                                                  |                                                                                                 |
| ЛДПР                            |               |                                                                                   | |                                                                                                 |
| Жилин Олег Игоревич             | 16.12.1966    |                                                                                   | Вице-президент Некоммерческой организации «Уральский экономический союз»                                        | Председатель комиссии по символам Свердловской области                                          |
| Ряпасов Максим Владимирович     | 09.01.1979    | Избран по общерегиональной части партийного списка                                | Директор ООО ЧОП «Трансблок»                                                                                    | Член комитета по вопросам законодательства, общественной безопасности и местного самоуправления |

| 2008-2011                     | 2008-2011     | 2008-2011       | 2008-2011                                                                              | 2008-2011                                                                                               |
| Фамилия Имя Отчество          | Дата рождения | Способ избрания | До избрания                                                                            | Должность в Областной думе                                                                              |
| ----------------------------- | ------------- | --------------- | -------------------------------------------------------------------------------------- | --- |
| Единая Россия                 |               |                 |                                                                                        | |
| Чепиков Сергей Владимирович   | 30.12.1967    |                 | Главный тренер спортивной команды Уральского округа Внутренних Войск МВД России        | Член комитета по социальной политике                                                                    |
| Воронин Николай Андреевич     | 01.11.1951    |                 | Председатель Областной думы Законодательного Собрания Свердловской области             | Председатель Областной Думы Законодательного Собрания Свердловской области                              |
| Гайда Анатолий Войцехович     | 29.10.1947    |                 | Первый заместитель руководителя Администрации губернатора Свердловской области         | Председатель комитета по вопросам законодательства, общественной безопасности и местного самоуправления |
| Артемьева Галина Николаевна   | 23.05.1947    |                 | Депутат Областной думы Законодательного Собрания Свердловской области                  | |
| Машков Владимир Николаевич    | 07.04.1954    |                 | Депутат Областной думы Законодательного Собрания Свердловской области                  | Председатель комитета по промышленной, аграрной политике и природопользованию                           |
| Шаймарданов Наиль Залилович   | 11.02.1954    |                 | Заместитель председателя Областной думы Законодательного Собрания Свердловской области | Заместитель председателя Областной думы Законодательного Собрания Свердловской области                  |
| Бабенко Виктор Владимирович   | 14.10.1968    |                 | Депутат Областной думы Законодательного Собрания Свердловской области                  | |
| Масаев Асхать Нургаязович     | 15.03.1956    |                 | Депутат Областной думы Законодательного Собрания Свердловской области                  | Заместитель председателя комитета по бюджету, финансам и налогам                                        |
| Терешков Владимир Андреевич   | 11.09.1947    |                 | Депутат Областной думы Законодательного Собрания Свердловской области                  | Председатель комитета по бюджету, финансам и налогам                                                    |
| Ширина Елена Анатольевна      | 03.09.1959    |                 | Глава администрации Чкаловского района города Екатеринбурга                            | Заместитель председателя комитета по социальной политике                                                |
| КПРФ                          |               |                 |                                                                                        | |
| Альшевских Андрей Геннадьевич | 14.05.1972    |                 | Депутат Палаты Представителей Законодательного Собрания Свердловской области           | Член комитета по промышленной, аграрной политике и природопользованию                                   |
| Перский Георгий Михайлович    | 09.01.1969    |                 | Депутат Областной думы Законодательного Собрания Свердловской области                  | Член комитета областной Думы по бюджету, финансам и налогам                                             |
| ЛДПР                          |               |                 |                                                                                        | |
| Баланов Юрий Владимирович     | 05.05.1974    |                 | Депутат Областной думы Законодательного Собрания Свердловской области                  | Заместитель председателя комитета по бюджету, финансам и налогам                                        |
| Баранов Кирилл Владимирович   | 09.10.1967    |                 | Помощник депутата Областной думы Законодательного Собрания Свердловской области        | Заместитель председателя комитета по социальной политике                                                |

| 2006-2010                                       | 2006-2010     | 2006-2010       | 2006-2010 | 2006-2010 |
| Фамилия Имя Отчество                            | Дата рождения | Способ избрания | До избрания | Должность в Областной думе                                                                                          |
| ----------------------------------------------- | ------------- | --------------- | --- | --- |
| Единая Россия                                   |               |                 | | |
| Мальцев Анатолий Фёдорович                      | 09.07.1955    |                 | Депутат Областной думы Законодательного Собрания Свердловской области                                                 | Заместитель председателя областной Думы                                                                             |
| Смирнов Виталий Николаевич                      | 19.11.1945    |                 | Первый заместитель Главы Екатеринбурга                                                                                | Председатель комитета по социальной политике                                                                        |
| Нисковских Дмитрий Андреевич                    | 27.01.1982    |                 | Начальник караула ГУ МЧС России по Свердловской области                                                               | Член комитета по социальной политике                                                                                |
| Лазарев Сергей Михайлович                       | 24.07.1957    |                 | Депутат Областной думы Законодательного Собрания Свердловской области                                                 | Председатель комитета по вопросам законодательства, общественной безопасности и местного самоуправления             |
| Талашкина Евгения Викторовна                    | 28.06.1964    |                 | Депутат Областной думы Законодательного Собрания Свердловской области                                                 | Заместитель председателя комитета по промышленной, аграрной политике и природопользованию                           |
| Русинов Владимир Иванович                       | 07.11.1965    |                 | Доцент кафедры конституционного права в Уральской государственной юридической академии                                | Заместитель председателя комитета по вопросам законодательства, общественной безопасности и местного самоуправления |
| Чечунова Елена Валерьевна                       | 28.12.1962    |                 | Председатель комитета по экономике и ценовой политике администрации Города Нижний Тагил                               | Заместитель председателя комитета по бюджету, финансам и налогам                                                    |
| Российская партия Пенсионеров за справедливость |               |                 | | |
| Артюх Евгений Петрович                          | 04.08.1964    |                 | | |
| Коньков Владимир Андреевич                      | 15.09.1945    |                 | Президент ООО "Корпорация «Маяк»                                                                                      | Заместитель председателя комитета по промышленной, аграрной политике и природопользованию                           |
| Вершинин Дмитрий Федорович                      | 28.10.1965    |                 | Директор ЗАО "Юридическая фирма «ЮРИКО»                                                                               | Заместитель председателя комитета по социальной политике                                                            |
| Тер-Терьян Татьяна Николаевна                   | 20.03.1953    |                 | Депутат Думы Артемовского городского округа                                                                           | Член комитета по социальной политике                                                                                |
| Российская партия Жизни                         |               |                 | | |
| Садриев Ринат Риватьевич                        | 11.11.1961    |                 | Директор ООО «Ю-ВИ-ЭЙ-ТРАНС»                                                                                          | Заместитель председателя комитета по промышленной, аграрной политике и природопользованию                           |
| Уткин Владимир Иванович                         | 26.02.1935    |                 | Главный научный сотрудник Государственное учреждение Институт геофизики Уральского отделения Российской академии наук | Заместитель председателя комитета по вопросам законодательства, общественной безопасности и местного самоуправления |
| КПРФ                                            |               |                 | | |
| Краснолобов Владимир Павлович                   | 19.03.1946    |                 | Помощник депутата Государственной думы РФ                                                                             | Член комитета по бюджету, финансам и налогам                                                                        |

| 2004-2008                                    | 2004-2008     | 2004-2008                       | 2004-2008 | 2004-2008                                                                                       |
| Фамилия Имя Отчество                         | Дата рождения | Способ избрания                 | До избрания | Должность в Областной думе                                                                      |
| -------------------------------------------- | ------------- | ------------------------------- | --- | ----------------------------------------------------------------------------------------------- |
| Единая Россия                                |               |                                 | |                                                                                                 |
| Воронин Николай Андреевич                    | 01.11.1951    |                                 | Председатель Областной думы Законодательного Собрания Свердловской области                                                                   | Председатель Областной Думы Законодательного Собрания Свердловской области                      |
| Машков Владимир Николаевич                   | 07.04.1954    |                                 | Директор департамента организации управления и общественных связей в ОАО «Научно-производственное объединение Восточный институт огнеупоров» | Председатель комитета по промышленной, аграрной политике и природопользованию                   |
| Вахрушева Татьяна Николаевна (до 02.03.2005) | 29.06.1959    |                                 | Депутат Областной думы Законодательного Собрания Свердловской области                                                                        | Председатель комитета по социальной политике                                                    |
| Банных Владимир Петрович (с 30.03.2005)      | 28.03.1945    | Передан мандат Вахрушевой Т. Н. | Заместитель генерального директора ООО «Уральские газовые системы»                                                                           | Член комитета по промышленной, аграрной политике и природопользованию                           |
| Бабенко Виктор Владимирович                  | 14.10.1968    |                                 | Председатель правления Нижнетагильского городского отделения Общероссийской общественной организации «Российский союз ветеранов Афганистана» |                                                                                                 |
| Шаймарданов Наиль Залилович                  | 11.02.1954    |                                 | Депутат Областной думы Законодательного Собрания Свердловской области                                                                        | Заместитель председателя Областной думы                                                         |
| Артемьева Галина Николаевна                  | 23.05.1947    |                                 | Начальник управления по работе с территориями в ООО «УГМК-Холдинг»                                                                           |                                                                                                 |
| Терешков Владимир Андреевич                  | 11.09.1947    |                                 | Глава администрации Верх-Исетского района города Екатеринбурга                                                                               | Председатель комитета по бюджету, финансам и налогам                                            |
| Масаев Асхать Нургаязович                    | 15.03.1956    |                                 | Депутат Областной думы Законодательного Собрания Свердловской области                                                                        | Заместитель председателя комитета по бюджету, финансам и налогам                                |
| КПРФ                                         |               |                                 | |                                                                                                 |
| Кадочников Владимир Дмитриевич               | 23.06.1943    |                                 | Депутат Государственной думы РФ | Член комитета по вопросам законодательства, общественной безопасности и местного самоуправления |
| Новосёлов Валерий Павлович                   | 12.07.1944    |                                 | Депутат Областной думы Законодательного Собрания Свердловской области                                                                        | Заместитель председателя Областной думы                                                         |
| ЛДПР                                         |               |                                 | |                                                                                                 |
| Таскаев Владимир Павлович (До 18.12.2007)    | 10.09.1962    |                                 | Председатель Совета в «Фонд поддержки президентских программ в Уральском регионе»                                                            | Заместитель председателя комитета по промышленной, аграрной политике и природопользованию       |
| Баланов Юрий Владимирович (с 18.12.2007)     | 05.05.1974    | Передан мандат Таскаева         | | Член комитета по промышленной, аграрной политике и природопользованию                           |
| Перский Георгий Михайлович                   | 09.01.1969    |                                 | Генеральный директор ЗАО "Торговый комплекс «На Бархотской»                                                                                  | Член комитета по бюджету, финансам и налогам                                                    |
| Союз Бюджетников Урала                       |               |                                 | |                                                                                                 |
| Бурков Александр Леонидович (до 18.12.2007)  | 23.04.1967    |                                 | Депутат Областной думы Законодательного Собрания Свердловской области                                                                        | Член комитета по социальной политике                                                            |
| Золотарёв Николай Николаевич (с 18.12.2007)  | 03.11.1949    | Передан мандат Бурков А. Л.     | | Член комитета по социальной политике                                                            |
| Партия Возрождения России                    |               |                                 | |                                                                                                 |
| Рожков Андрей Евгеньевич                     | 03.12.1963    |                                 | Заместитель Генерального директора ЗАО «Фармацевтический центр»                                                                              | Член комитета по социальной политике                                                            |

| 2002-2006                                  | 2002-2006     | 2002-2006                 | 2002-2006 | 2002-2006 |
| Фамилия Имя Отчество                       | Дата рождения | Способ избрания           | До избрания | Должность в Областной думе |
| ------------------------------------------ | ------------- | ------------------------- | --- | --- |
| За Родной Урал                             |               |                           | | |
| Воробьёва Элла Леонидовна                  | 05.07.1946    |                           | Депутат Областной думы Законодательного Собрания Свердловской области                                                                   | Заместитель председателя комитета по промышленной, аграрной политике и природопользованию                                          |
| Карякин Константин Викторович              | 10.12.1967    |                           | Начальник отдела общественных связей Министерства по управлению государственным имуществом Свердловской области                         | Заместитель председателя комитета по социальной политике                                                                           |
| Лазарев Сергей Михайлович                  | 24.07.1957    |                           | Директор общественного учреждения «Общественная приёмная Эдуарда Росселя»                                                               | Председатель комитета по вопросам законодательства, общественной безопасности и местного самоуправления                            |
| Бухгамер Александр Андреевич               | 11.09.1949    |                           | Генеральный директор ОАО ПИИ «Уралдревпроект»                                                                                           | Председатель комитета по социальной политике                                                                                       |
| Соколкина Вера Александровна               | 29.01.1949    |                           | Депутат Областной думы Законодательного Собрания Свердловской области                                                                   | Заместитель председателя комитета областной Думы по вопросам законодательства, общественной безопасности и местного самоуправления |
| Талашкина Евгения Викторовна               | 28.06.1964    |                           | Ведущий инженер филиала «Богословский алюминиевый завод» Сибирско-Уральской алюминиевой компании                                        | Заместитель председателя комитета по бюджету, финансам и налогам                                                                   |
| Чойнзонов Банзаракца Лхамацыренович        | 11.11.1958    |                           | Депутат Областной думы Законодательного Собрания Свердловской области                                                                   | Председатель комитета по экономической политике, бюджету, финансам и налогам                                                       |
| Единство и Отечество                       |               |                           | | |
| Архипов Сергей Александрович               | 26.03.1955    |                           | Помощник депутата Областной думы Законодательного Собрания Свердловской области                                                         | |
| Борзенков Илья Александрович               | 31.01.1969    |                           | Индивидуальный предприниматель | Заместитель председателя комитета по экономической политике, бюджету, финансам и налогам                                           |
| Мальцев Анатолий Фёдорович                 | 09.07.1955    |                           | Заместитель председателя исполкома ОПОО Партия «Единство»                                                                               | Член комитета по вопросам законодательства, общественной безопасности и местного самоуправления                                    |
| Порунов Евгений Николаевич (до марта 2005) | 28.02.1954    |                           | Председатель Областной думы Законодательного Собрания Свердловской области                                                              | Член комитета по вопросам законодательства, общественной безопасности и местного самоуправления                                    |
| Урванцев Алексей Иванович (с 07.04.2005)   | 13.02.1960    | Передан мандат Порунова   | | Член комитета по социальной политике                                                                                               |
| КПРФ                                       |               |                           | | |
| Змеев Борис Николаевич (с 21.04.2004)      | 25.05.1951    | Передан мандат Новоселова | Заместитель председателя Свердловского областного отделения общероссийского общественного движения «Народно-патриотический союз России» | Член комитета по бюджету, финансам и налогам                                                                                       |
| Новосёлов Валерий Павлович (до 21.04.2004) | 12.07.1944    |                           | Проректор Уральской государственной сельскохозяйственной академии                                                                       | Заместитель председатель комитета по социальной политике                                                                           |
| Тепляков Вячеслав Константинович           | 10.01.1952    |                           | Заместитель председателя Областной думы Законодательного Собрания Свердловской области                                                  | Заместитель председателя комитета по вопросам законодательства и местного самоуправления                                           |
| Партия Пенсионеров                         |               |                           | | |
| Тверитинов Геннадий Владимирович           | 15.07.1968    |                           | Генеральный директор ЗАО «ЕВРОТЕХНЕТ»                                                                                                   | Заместитель председателя комитета по бюджету, финансам и налогам                                                                   |

| 2000-2004                                | 2000-2004     | 2000-2004                | 2000-2004 | 2000-2004                                                                                            |
| Фамилия Имя Отчество                     | Дата рождения | Способ избрания          | До избрания | Должность в Областной думе                                                                           |
| ---------------------------------------- | ------------- | ------------------------ | --- | --- |
| Единство Урала                           |               |                          | | |
| Вахрушева Татьяна Николаевна             | 29.06.1959    |                          | Депутат Областной думы Законодательного Собрания Свердловской области                                                                                                | Председатель комитета по социальной политике                                                         |
| Заборов Александр Владимирович           | 29.11.1953    |                          | Директор Центра содействия предпринимательству Свердловской области                                                                                                  | Заместитель председателя областной Думы                                                              |
| Масаев Асхать Нургаязович                | 15.03.1956    |                          | Председатель Свердловского территориального комитета профсоюза работников угольной промышленности                                                                    | Член комитета по вопросам промышленной политики и хозяйственной деятельности                         |
| Северская Наталья Анатольевна            | 06.12.1948    |                          | Заместитель директора департамента общественных связей и информационно-аналитической работы Правительства Свердловской области — начальник аналитического управления | Заместитель председателя комитета по вопросам законодательства и местного самоуправления             |
| Шаймарданов Наиль Залилович              | 11.02.1954    |                          | Депутат Областной думы Законодательного Собрания Свердловской области                                                                                                | Председатель комитета по вопросам промышленной политики и хозяйственной деятельности                 |
| Наш дом — наш город                      |               |                          | | |
| Воронин Николай Андреевич                | 01.11.1951    |                          | Депутат Областной думы Законодательного Собрания Свердловской области                                                                                                | Председатель областной Думы                                                                          |
| Долинин Александр Аркадьевич             | 13.02.1954    |                          | Депутат Областной думы Законодательного Собрания Свердловской области                                                                                                | |
| Крицкий Владимир Павлович                | 12.04.1959    |                          | Заместитель генерального директора по общим вопросам ОАО "Трест «Уралтяжтрубстрой»                                                                                   | Заместитель председателя комитета по вопросам промышленной политики и хозяйственной деятельности     |
| Райчёнок Надежда Витальевна              | 04.08.1962    |                          | Председатель Туринского филиала ОО УрРД «Наш дом — наш город» | Заместитель председателя комитета по аграрной политике, природопользованию и охране окружающей среды |
| Май                                      |               |                          | | |
| Анфалов Дмитрий Игоревич                 | 29.06.1964    |                          | Депутат Областной думы Законодательного Собрания Свердловской области                                                                                                | Заместитель председателя областной думы                                                              |
| Бессонов Сергей Юрьевич                  | 14.09.1972    |                          | Заместитель генерального директора акционерного общества работников (народного предприятия) «Серовский металлургический завод»                                       | Член комитета по вопросам законодательства и местного самоуправления                                 |
| Бурков Александр Леонидович              | 23.04.1967    |                          | Депутат Палаты Представителей Законодательного Собрания Свердловской области                                                                                         | Член комитета по аграрной политике, природопользованию и охране окружающей среды                     |
| КПРФ                                     |               |                          | | |
| Ахтямов Андрей Дамирович                 | 26.01.1971    |                          | Генеральный директор ОАО «Уралинвестэнерго» | |
| Езерский Николай Николаевич              | 08.05.1956    |                          | Председатель Совета директоров ОАО «Уральский трубный завод» | Заместитель председателя Областной думы                                                              |
| Белоусов Сергей Орестович (с 08.01.2004) | 15.08.1961    | Передан мандат Езерского | Старший преподаватель Нижнетагильской государственной социально-политической академии                                                                                | Член комитета по социальной политике                                                                 |

| 1998-2002                                                      | 1998-2002     | 1998-2002                    | 1998-2002                                                                                    | 1998-2002                                                                                            |
| Фамилия Имя Отчество                                           | Дата рождения | Способ избрания              | До избрания                                                                                  | Должность в Областной думе                                                                           |
| -------------------------------------------------------------- | ------------- | ---------------------------- | -------------------------------------------------------------------------------------------- | --- |
| Наш дом наш город                                              |               |                              |                                                                                              | |
| Лобанова Светлана Николаевна                                   | 22.09.1959    |                              | Глава администрации р.п. Шаля                                                                | Заместитель председателя комитета по вопросам законодательства и местного самоуправления             |
| Порунов Евгений Николаевич                                     | 28.02.1954    |                              | Генеральный директор ЗАО «Северный Шарташ»                                                   | Председатель Областной думы                                                                          |
| Цыпленков Владимир Леонидович                                  | 15.02.1959    |                              | Региональный представитель экологического фонда «Твой город»                                 | Член комитета по экономической политике, бюджету, финансам и налогам                                 |
| Преображение Урала                                             |               |                              |                                                                                              | |
| Вагенлейтнер Владимир Альбертович (с 16.06.1998 по 18.01.2000) | 11.01.1961    | Передан Мандат Пинаева       | Директор Каменской муниципальной специализированной школы высшего спортивного мастерства     | Член комитета по социальной политике                                                                 |
| Воробьёва Элла Леонидовна (с 18.01.2000)                       | 05.07.1946    | Передан Мандат Вагенлейтнера | Заместитель министра социальной защиты населения Свердловской области                        | Заместитель председателя комитета по социальной политике                                             |
| Пинаев Юрий Григорьевич (до 16.06.1998)                        | 24.02.1939    |                              | Заместитель председателя Областной думы Законодательного Собрания Свердловской области       | Депутат Областной думы                                                                               |
| Примаков Владимир Петрович                                     | 03.03.1947    |                              | Председатель исполкома Уральской межрегиональной ассоциации юристов                          | Председатель комитета по вопросам законодательства и местного самоуправления                         |
| Соколкина Вера Александровна                                   | 29.01.1949    |                              | Президент Первоуральской ассоциации деловых женщин                                           | Председатель мандатной комиссии                                                                      |
| Коммунисты и Аграрии Свердловской области                      |               |                              |                                                                                              | |
| Останин Дмитрий Дмитревич                                      | 06.04.1943    |                              | Консультатнт организационного управления Законодательного Собрания Свердловской области      | Председатель комитета по аграрной политике, природопользованию и охране окружающей среды             |
| Тепляков Вячеслав Константинович (с 30.06.1998)                | 10.01.1952    | Передан мандат Рукачева      | Директор промышленно-торговой компании «Урал-Вест»                                           | Заместитель председателя Областной думы                                                              |
| Рукачёв Игорь Владимирович (до 12.06.1998)                     | 19.11.1966    |                              | Директор ТОО «Девон»                                                                         | Заместитель председателя комитета по аграрной политике, природопользованию и охране окружающей среды |
| Наш дом Россия                                                 |               |                              |                                                                                              | |
| Севастьянов Геннадий Валентинович                              | 03.08.1955    |                              | Начальник управления по культуре, молодёжной политике и спорту администрации Сухоложского МО | Член комитета по социальной политике                                                                 |
| Чойнзонов Банзаракца Лхамацыренович                            | 11.11.1958    |                              | Президент ТОО «Атриум»                                                                       | Председатель комитета по экономической политике, бюджету, финансам и налогам                         |
| Горнозаводской Урал                                            |               |                              |                                                                                              | |
| Измоденов Андрей Константинович                                | 19.05.1952    |                              | Руководитель Сухоложского филиала Некоммерческого фонда «Горнозаводской Урал»                | Заместитель председателя комитета по экономической политике, бюджету, финансам и налогам             |
| Трушников Валерий Георгиевич                                   | 01.01.1950    |                              | Президент некоммерческого фонда «Горнозаводской Урал»                                        | Заместитель председателя Областной думы                                                              |
| Промышленный союз                                              |               |                              |                                                                                              | |
| Гайсин Одис Фавзавиевич                                        | 20.08.1962    |                              | Директор Среднеуральского акционерного общества                                              | Член комитета по труду, жилищным вопросам, пенсионному обеспечению и делам ветеранов                 |
| Социальная помощь и поддержка                                  |               |                              |                                                                                              | |
| Кырченов Олег Григорьевич (с 13.11.2001)                       |               | Передан Мандат Сатовского    |                                                                                              | Член комитета по социальной политике                                                                 |
| Сатовский Артём Владиславович (до 17.07.2001)                  | 27.06.1973    |                              | Генеральный директор ОАО «Уральская горнорудная компания»                                    | Председатель комитета по труду, жилищным вопросам, пенсионному обеспечению и делам ветеранов         |

| 1996-2000                                    | 1996-2000     | 1996-2000                       | 1996-2000 | 1996-2000                                                                                        |
| Фамилия Имя Отчество                         | Дата рождения | Способ избрания                 | До избрания | Должность в Областной думе                                                                       |
| -------------------------------------------- | ------------- | ------------------------------- | --- | ------------------------------------------------------------------------------------------------ |
| Преображение Урала                           |               |                                 | |                                                                                                  |
| Анфалов Дмитрий Игоревич                     | 29.06.1964    |                                 | Исполнительный директор СП «УралЛАЗавтосервис»                                                                                             | Заместитель председателя комитета по экономической политике, бюджету, финансам и налогам         |
| Вахрушева Татьяна Николаевна                 | 29.06.1959    |                                 | Заместитель начальника отдела отделения Пенсионного фонда Российской Федерации по Свердловской области                                     | Заместитель председателя комитета по социальной политике                                         |
| Голубицкий Вениамин Максович (до 01.01.2000) | 28.04.1957    |                                 | Заведующий отделом права Института философии и права УрО РАН                                                                               | Председатель комитета по экономической политике, бюджету, финансам и налогам                     |
| Мерзлякова Татьяна Георгиевна                | 16.05.1957    |                                 | Редактор газеты «Режевская весть» | Заместитель председателя комитета по социальной политике                                         |
| Сурганов Вячеслав Сергеевич                  | 27.07.1933    |                                 | Председатель Свердловской областной думы                                                                                                   | Председатель Областной думы                                                                      |
| Токарева Тамара Петровна                     | 19.02.1940    |                                 | | Член комитета по аграрной политике, природопользованию и охране окружающей среды                 |
| Трегубов Вячеслав Аркадьевич (с 18.01.2000)  |               | Передан мандат Голубицкого В. М | | Член комитета по экономической политике, бюджету, финансам и налогам                             |
| Шаймарданов Наиль Залилович                  | 11.02.1954    |                                 | Заведующий отделом Федерации профсоюзов Свердловской области                                                                               | Заместитель председателя комитета по вопросам промышленной политики и хозяйственной деятельности |
| КПРФ-РКРП                                    |               |                                 | |                                                                                                  |
| Белоусов Владимир Петрович                   |               |                                 | Заместитель директора Туринского целлюлозно-бумажного завода                                                                               | Заместитель председателя Областной думы                                                          |
| Кунгурцева Ирина Анатольевна                 |               |                                 | Корреспондент газеты «Муниципальные вести» (г. Нижний Тагил)                                                                               | Заместитель председателя комитета по вопросам промышленной политики и хозяйственной деятельности |
| Сарваров Нязип Назифович                     | 10.03.1952    |                                 | Секретарь Свердловской областной организации РКРП                                                                                          | Член комитета по аграрной политике, природопользованию и охране окружающей среды                 |
| Наш дом — наш город                          |               |                                 | |                                                                                                  |
| Воронин Николай Андреевич                    | 01.11.1951    |                                 | Заместитель председателя совета Свердловской региональной организации Всероссийского общественно-политического движения «Наш дом — Россия» | Председатель комитета по социальной политике                                                     |
| Долинин Александр Аркадьевич                 | 13.02.1954    |                                 | Председатель Уральского отделения движения «Вперёд, Россия!»                                                                               |                                                                                                  |
| Полуяхтов Борис Леонидович                   | 06.09.1934    |                                 | Глава администрации г. Каменск-Уральского                                                                                                  | Председатель комитета по вопросам законодательства и местного самоуправления                     |
| Горнозаводской Урал                          |               |                                 | |                                                                                                  |
| Выборнов Андрей Николаевич                   | 19.01.1969    |                                 | Заведующий лабораторией социологических и политологических исследований Уральского государственного университета                           | Заместитель председателя комитета по вопросам законодательства и местного самоуправления         |

| 1996-1998                               | 1996-1998     | 1996-1998       | 1996-1998                                                                                  | 1996-1998                                                                                            |
| Фамилия Имя Отчество                    | Дата рождения | Способ избрания | До избрания                                                                                | Должность в Областной думе                                                                           |
| --------------------------------------- | ------------- | --------------- | ------------------------------------------------------------------------------------------ | --- |
| Аграрная партия России                  |               |                 |                                                                                            | |
| Копытов Михаил Николаевич               | 16.11.1956    |                 | Директор ТОО «Красноуфимское»                                                              | Заместитель председателя комитета по аграрной политике, природопользованию и охране окружающей среды |
| Никифоров Валерий Сергеевич             | 19.01.1948    |                 | Председатель колхоза «Урал» Ирбитского района                                              | Председатель комитета по аграрной политике, природопользованию и охране окружающей среды             |
| Партия Российского Единства и Согласия  |               |                 |                                                                                            | |
| Баков Антон Алексеевич                  | 29.12.1965    |                 | Депутат Свердловской областной думы                                                        | Заместитель председателя Областной думы                                                              |
| Выбор России                            |               |                 |                                                                                            | |
| Гребёнкин Анатолий Викторович           | 06.06.1948    |                 | Заведующий кафедрой Уральского государственного университета                               | |
| Преображение Урала                      |               |                 |                                                                                            | |
| Мишин Игорь Николаевич                  | 30.04.1962    |                 | Директор телекомпании «4-й канал»                                                          | Член комитета по вопросам законодательства и местного самоуправления                                 |
| Беспартийные                            |               |                 |                                                                                            | |
| Волков Владимир Анатольевич             | 25.03.1948    |                 | Заместитель председателя Экономического комитета по программам развития Уральского региона | Член комитета по экономической политике, бюджету, финансам и налогам                                 |
| Долганов Олег Владимирович              | 30.05.1968    |                 | Индивидуальный предприниматель                                                             | |
| Заводов Валерий Геннадьевич             | 14.12.1958    |                 | Председатель правления Уралтрансбанка                                                      | Член комитета по экономической политике, бюджету, финансам и налогам                                 |
| Зеленюк Татьяна Алексеевна              | 03.03.1952    |                 | Директор Дома детства (г. Верхотурье)                                                      | Член комитета по социальной политике                                                                 |
| Комратов Юрий Сергеевич                 | 15.12.1950    |                 | Генеральный директор АО «Нижнетагильский металлургический комбинат»                        | Член комитета по экономической политике, бюджету, финансам и налогам                                 |
| Мелехин Валерий Иванович                | 06.05.1953    |                 | Врач                                                                                       | Член комитета по аграрной политике, природопользованию и охране окружающей среды                     |
| Мельников Иван Анатольевич              | 07.02.1958    |                 | Председатель колхоза им. Чапаева Алапаевского района                                       | Член комитета по аграрной политике, природопользованию и охране окружающей среды                     |
| Пинаев Юрий Григорьевич                 | 24.02.1939    |                 | Начальник Свердловской госнефтеинспекции                                                   | Заместитель председателя Областной думы                                                              |
| Спектор Семён Исаакович (до 01.04.1997) | 25.07.1936    |                 | Начальник Свердловского госпиталя ветеранов войн                                           | Член комитета по социальной политике                                                                 |

## Заместители председателя Областной думы
- Шаймарданов Наиль Залилович
- Сухов Анатолий Петрович
- Краснолобов Владимир Павлович